# Relazioni bilaterali tra Italia e Taiwan
Le relazioni bilaterali tra Italia e Taiwan sono le relazioni diplomatiche tra Italia e Taiwan. Le relazioni vengono condotte in maniera ufficiosa da quando l'Italia ha interrotto le relazioni diplomatiche con Taiwan il 6 novembre 1970 e ha stabilito relazioni con la Repubblica Popolare Cinese.

## Collegamenti commerciali
Nonostante l'assenza di relazioni diplomatiche, i collegamenti commerciali tra l'Italia e Taiwan hanno rappresentato 3,7 miliardi di euro nel 2014, con l'Italia che è il quinto partner commerciale di Taiwan in Europa. Nel 2011 circa 40 società taiwanesi hanno effettuato investimenti in Italia per un valore di 300 milioni di euro Nel 2015, la Camera dei deputati, la camera bassa del Parlamento italiano, ha approvato un disegno di legge per evitare la doppia imposizione con Taiwan. Un accordo in tal senso è stato completato nel 2016.

## Uffici di rappresentanza
Taiwan è rappresentata dall'"Ufficio di Rappresentanza di Taipei in Italia" a Roma. Ciò ha anche la responsabilità di San Marino, Malta, Albania e Macedonia del Nord. Ciò è stato istituito nel 1990 come Associazione Economica e Culturale di Taipei, prima di adottare l'attuale nome nel 1996.
Un altro ente, con sede a Milano, noto come Centro Commerciale Per l'Estremo Oriente, era stato precedentemente istituito come ufficio commerciale nei primi anni '70. Questo è ora noto come "Taiwan Trade Center", gestito dal Consiglio per lo sviluppo del commercio estero di Taiwan.
Allo stesso modo, l'Italia è rappresentata dall'Ufficio italiano di promozione economica, commerciale e culturale. È stato istituito nella sua forma attuale nel 1995. È stato originariamente istituito nel 1989 come "Centro economico e commerciale italiano". Le disposizioni per l'apertura dell'ufficio sono state prese attraverso la San Shin Trading Ltd., l'agente locale per le auto FIAT a Taiwan.
Nel 1992, l'Ufficio è stato ribattezzato "Ufficio italiano di promozione commerciale". In quell'anno iniziò anche a rilasciare visti. In precedenza, le domande di visto venivano inoltrate al Consolato Generale italiano a Hong Kong. A differenza di altri paesi, durante la crisi della SARS nel 2003, l'Italia non ha imposto restrizioni di viaggio o quarantene ai turisti di Taiwan, con l'Ufficio italiano di promozione economica, commerciale e culturale che ha continuato a rilasciare visti normalmente.

## Storia
Fino al 1970, Taiwan, in quanto Repubblica di Cina, era rappresentata da un'ambasciata a Roma e da un consolato generale a Milano. Questo era separato dall'Ambasciata della Repubblica di Cina presso la Santa Sede, che, pur trovandosi nel territorio italiano, rimane accreditata presso Città del Vaticano. Ciò ha portato alla confusione nel 1989 a seguito delle proteste di piazza Tiananmen a Pechino, quando gli italiani hanno protestato fuori dall'ambasciata, ritenendo che fosse quella della Repubblica Popolare Cinese.
Nel 2005, l'allora presidente, Chen Shui-bian, fu autorizzato ad entrare in Italia per partecipare al funerale di Papa Giovanni Paolo II, viaggiando su un volo charter della China Airlines
China Airlines ha iniziato i voli tra l’aeroporto Chiang Kai-shek di Taipei e quello di Fiumicino nel 1995, che è diventato un servizio di codeshare con Alitalia nel 2003.
Nel 2014, Taiwan ha deciso di non partecipare all'Expo 2015 a Milano dopo che il governo italiano propose di rappresentarlo come entità aziendale piuttosto che come paese.

## Diplomatici

### Rappresentanti di Taiwan in Italia
- Stanley Kao (2013 - 4 giugno 2016)